# Euphorbia arvalis
Euphorbia arvalis är en törelväxtart som beskrevs av Pierre Edmond Boissier och Theodor Heinrich von Heldreich. Euphorbia arvalis ingår i släktet törlar, och familjen törelväxter.

## Underarter
Arten delas in i följande underarter:
- E. a. arvalis
- E. a. longistyla